# Ronde van Nederland 1979
De 19e editie van de Ronde van Nederland ging op 13 augustus 1979 van start in Steenwijk. De wielerwedstrijd over vijf etappes eindigde op 19 augustus in de Beekse Bergen. De ronde werd gewonnen door Jan Raas.

## Eindklassement
Jan Raas werd winnaar van het eindklassement van de Ronde van Nederland van 1979 met een voorsprong van 29 seconden op Gerrie Knetemann. De beste Belg was Daniel Willems met de derde plaats.
| Rang | Renner            | Land      | Tijd       |
| ---- | ----------------- | --------- | ---------- |
| 1    | Jan Raas          | Nederland | 23u 35'00" |
| 2    | Gerrie Knetemann  | Nederland | + 0'29"    |
| 3    | Daniel Willems    | België    | + 1'05"    |
| 4    | Aad van den Hoek  | Nederland | + 1'08"    |
| 5    | Leo van Vliet     | Nederland | + 1'12"    |
| 6    | Piet van Katwijk  | Nederland | + 1'15"    |
| 7    | Cees Priem        | Nederland | + 1'17"    |
| 8    | Gerrie van Gerwen | Nederland | + 1'58"    |
| 9    | Roger De Cnijf    | België    | + 2'05"    |
| 10   | Ludo Peeters      | België    | z.t.       |

## Etappe-overzicht
| Etappe  | Van - naar                | Km         | Etappewinnaar       |
| ------- | ------------------------- | ---------- | ------------------- |
| Proloog | Steenwijk                 | 2          | Jan Raas            |
| 1       | Steenwijk - Amsterdam     | 216        | Gerrie Knetemann    |
| 2       | Amsterdam - 's-Heerenberg | 203        | Jan Raas            |
| 3       | 's-Heerenberg - Sittard   | 223        | Fedor den Hertog    |
| 4       | Sittard - Heesch          | 195        | Ferdi Van Den Haute |
| 5a      | Heesch - Beekse Bergen    | 86         | Joop Zoetemelk      |
| 5b      | Beekse Bergen             | 22,5 (TTT) | TI-Raleigh          |

1948 · 1949 · 1950 · 1951 · 1952 · 1953 · 1954 · 1955 · 1956 · 1957 · 1958 · 1959 · 1960 · 1961 · 1962 · 1963 · 1964 · 1965 · 1966 · 1967 · 1968 · 1969 · 1970 · 1971 · 1972 · 1973 · 1974 · 1975 · 1976 · 1977 · 1978 · 1979 · 1980 · 1981 · 1982 · 1983 · 1984 · 1985 · 1986 · 1987 · 1988 · 1989 · 1990 · 1991 · 1992 · 1993 · 1994 · 1995 · 1996 · 1997 · 1998 · 1999 · 2000 · 2001 · 2002 · 2003 · 2004 · 2005 · 2006 · 2007 · 2008 · 2009 · 2010 · 2011 · 2012 · 2013 · 2014 · 2015 · 2016 · 2017 · 2018 · 2019 · 2020 · 2021 · 2022 · 2023 · 2024